# Colecovision
Colecovision je igraća konzola koju je razvila američka tvrtka Coleco i izbacila na tržište 1982. Inovacije Colecovisiona bile su mogućnost proširivanja raznim dodatcima, te korištenje memorijskih modula s konkurentske konzole Atari VCS 2600.Konzola ColecoVision imala na naprednu grafiku, i dodatno sklopovlje za proširenje. Na dan izlaska na tržište ColecoVision je imala 12 naslova, dok između 1982. do 1984. godine za sustav je bilo 145 naslova na ROM kasetama. Trenutno River West Brands je vlasnik robne marke ColecoVision.

## Sklopovlje

### Značajke
- mikroprocesor: Zilog Z80A na 3,58 MHz
- video procesor: Texas Instruments TMS9928A
  - razlučivost 256×192 piksela
  - 32 sprajta
  - 16 boja
- zvuk: Texas Instruments SN76489A
  - 3 generatora zvuka
  - 1 generator šuma
- VRAM: 16KB
- RAM: 1KB
- mediji: memorijski modul 8/16/24/32KB

Zanimljivo je reći da je Colecovision po svojim svojstvima sličan računalima MSX 1 po grafičkom integriranom kolu, mikroprocesoru, te sličnom zvučnom integriranom kolu. Zbog tih sličnih svojstava mnogim tvrtkama je bilo lako prebaciti igre s konzole Colecovision na računala MSX.